# Rhaphuma testaceicolor
Rhaphuma testaceicolor là một loài bọ cánh cứng trong họ Cerambycidae.